# Mårten Krakow
Mårten Krakow, död senast 1616, krigare, är jämte sin hustru Emerentia Pauli berömd för sitt hjältemodiga och lyckade försvar av Gullbergs fästning, då danske kungen Kristian IV, den 27 januari 1612 gjorde upprepade stormningsanfall under Kalmarkriget. 
Krakow uppträder första gången som amiralen Joachim Scheels tjänare i Björneborg i Finland hösten 1599. Han omtalas senare, i bevarade urkunder 1601, som krigshövitsman i Livland. Under striderna på Dagö i mars 1603 fick han högra benet avslaget nedanför knät av en söndersprängd halvslanga och återvände samma år till Sverige. Han sattes 22 mars 1604 till slottsloven på Gullberg och förflyttades den 4 maj 1612 till kommendant på Vaxholms kastell. Den 2 juni 1612 intogs Gullberg och förstördes senare av danska styrkor. År 1613 pensionerades han med en förläning. Krakows dödsår är okänt.
Den tilldragelse som gav de båda makarna ett rum i historien och folksägnen är av deras dotter Cecilia (död 1683, gift med rådsherren i Göteborg Jurgen von Lengercken och stammoder till ätten Leijoncrantz) närmare skildrad i "Berättelse om Gullbergs slott och huru det manneligen försvarades".